# Kees Mijnders
Cornelis Lambertus Mijnders, detto Kees (Eindhoven, 28 settembre 1912 – 1º aprile 2002), è stato un calciatore olandese, di ruolo attaccante.